# Sālemīyeh
Sālemīyeh (persiska: سالمیه) är en ort i Iran.   Den ligger i provinsen Khuzestan, i den centrala delen av landet, 500 km söder om huvudstaden Teheran. Sālemīyeh ligger 80 meter över havet och antalet invånare är 287.
Terrängen runt Sālemīyeh är huvudsakligen platt, men norrut är den kuperad.Runt Sālemīyeh är det ganska tätbefolkat, med 58 invånare per kvadratkilometer. Närmaste större samhälle är Naft Sefīd, 10,4 km norr om Sālemīyeh. Trakten runt Sālemīyeh är ofruktbar med lite eller ingen växtlighet.